# Todd Kelly
Pour les articles homonymes, voir Kelly.

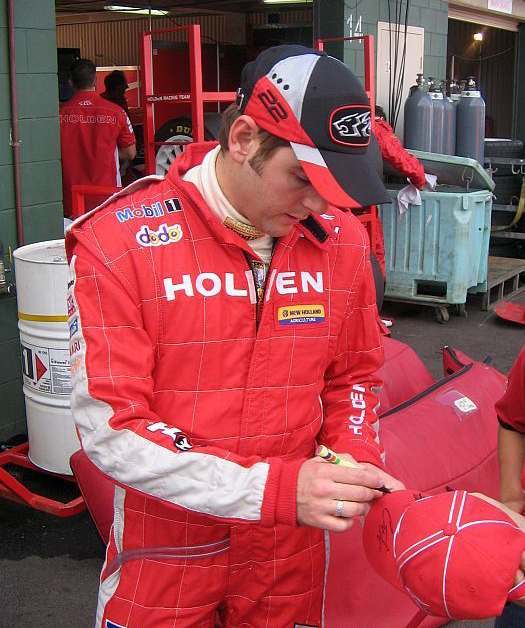
Todd Kelly, 23 juin 2007

Todd Kelly (né le 9 octobre 1979 à Mildura, Australie) est un pilote de V8 supercar, vivant actuellement à Melbourne.

## Carrière
Il devient champion de karting à 12 ans.
Todd finit 3e du championnat de Formule Ford australien en 1997 derrière les futurs champions de V8 Supercars Garth Tander (en) et Marcos Ambrose.
Identifié par le Holden Racing Team en 1996, il rejoint le Holden Young Lions en 1997.
En 2001, il devient le coéquipier de Greg Murphy au sein du Kmart Racing Team, il obtient un podium à Bathurst et au Quensland Raceway (en), gagne à Sandown, ce qui lui permet de finir sixième du championnat.
De 2003 à 2007, il pilote pour le Holden Racing Team (HRT) et gagne les 1000km de Bathurst en 2005, associé à Mark Skaife.
Depuis 2008, il pilote au sein de l'écurie Jack Daniel's Racing, Garth Tander ayant pris sa place au HRT. Son coéquipier est son frère, Rick Kelly.

## Palmarès
| Saison | Series                                 | Position | voiture                                 | Équipe                    |
| ------ | -------------------------------------- | -------- | --------------------------------------- | ------------------------- |
| 1996   | championnat de Formule Ford australien | 12e      | Van Diemen RF93 Ford                    |                           |
| 1997   | championnat de Formule Ford australien | 3e       | Van Diemen RF95 Ford                    |                           |
| 1998   | Championnat d'Australie des pilotes    | 2e       | Reynard 92D Holden                      |                           |
| 1999   | V8 Supercars                           | 36e      | Holden Commodore VS Holden Commodore VT | Holden Young Lions (en)   |
| 1999   | Championnat d'Australie des pilotes    | 8e       | Reynard 92D Holden                      |                           |
| 2000   | V8 Supercars                           | 17e      | Holden Commodore VT                     | Holden Racing Team        |
| 2001   | V8 Supercars                           | 6e       | Holden Commodore VX                     | K-mart Racing (en)        |
| 2002   | V8 Supercars                           | 5e       | Holden Commodore VX                     | K-mart Racing             |
| 2003   | V8 Supercars                           | 9e       | Holden Commodore VY                     | Holden Racing Team        |
| 2004   | V8 Supercars                           | 7e       | Holden Commodore VY                     | Holden Racing Team        |
| 2005   | V8 Supercars                           | 4e       | Holden Commodore VZ                     | Holden Racing Team        |
| 2006   | V8 Supercars                           | 6e       | Holden Commodore VZ                     | Holden Racing Team        |
| 2007   | V8 Supercars                           | 6e       | Holden Commodore VE                     | Holden Racing Team        |
| 2008   | V8 Supercars                           | 12e      | Holden Commodore VE                     | Jack Daniel's Racing (en) |
| 2009   | V8 Supercars                           | 18e      | Holden Commodore VE                     | Jack Daniel's Racing      |
| 2010   | V8 Supercars                           | 18e      | Holden Commodore VE                     | Jack Daniel's Racing      |
| 2011   | V8 Supercars                           | 18e      | Holden Commodore VE                     | Jack Daniel's Racing      |
| 2012   | V8 Supercars                           | 22e      | Holden Commodore VE                     | Jack Daniel's Racing      |
| 2013   | V8 Supercars                           | 25e      | Holden Commodore VE                     | Jack Daniel's Racing      |
| 2014   | V8 Supercars                           | 22e      | Holden Commodore VE                     | Jack Daniel's Racing      |
| 2015   | V8 Supercars                           | 17e      | Holden Commodore VE                     | Jack Daniel's Racing      |
| 2016   | V8Supercars                            | 14e      | Holden Commodore VE                     | Jack Daniel's Racing      |